# Alena Weiserová
Alena Weiserová rozená Kopecká (* 7. června 1956, Mariánské Lázně) je československá hráčka basketbalu. Je vysoká 181 cm. Je zařazena na čestné listině mistrů sportu.

## Sportovní kariéra
Patřila mezi opory basketbalového reprezentačního družstva Československa, za které v letech 1976 až 1988 hrála celkem 200 mezinárodních zápasů a má významný podíl na dosažených sportovních výsledcích. Zúčastnila se dvakrát kvalifikace na Olympijské hry 1980 (Varna, Bulharsko) – 8. místo a 1984 (Havana, Kuba), tří Mistrovství Evropy 1978, 1980, 1981, na nichž získala dvě bronzové medaile za třetí místa v roce 1978 a 1981. Na Mistrovství Evropy juniorek v roce 1975 (Vigo, Španělsko) s družstvem Československa získala titul mistryně Evropy.
V československé basketbalové lize žen hrála celkem 13 sezón (1973-1988) za družstvo Sparta Praha, s nímž získala v ligové soutěži devět titulů mistra Československa (1973-1981, 1987), dvakrát druhé místo (1982, 1984) a dvakrát třetí místo (1985, 1988). V roce 1979 byla vybrána jako basketbalistka roku a v letech 1978-1982 byla čtyřikrát vybrána do All-Stars – nejlepší pětice hráček československé ligy. Je na 24. místě v dlouhodobé tabulce střelkyň československé ligy žen za období 1963-1993 s počtem 3146 bodů. S klubem se zúčastnila 8 ročníků Poháru mistrů evropských zemí v basketbalu žen (PMEZ) s nímž dvakrát hrála finále poháru, z toho jedenkrát byla vítězem Poháru evropských mistrů v roce 1976 a na druhém místě v roce 1978 po prohře ve finále s klubem GS San Giovanni, Itálie. Dále dvakrát prohrála v semifinále Poháru mistrů proti klubu CUC Clermont Ferrrand (1975, 1977).  

## Sportovní statistika

### Kluby
- 1973-1988 Sparta Praha, celkem 13 sezón a 13 medailových umístění: 9x mistryně Československa (1973-1981, 1987), 2x vicemistryně Československa (1982, 1984), 2x 3. místo (1985, 1988)
- 1979: basketbalistka roku, vyhlásila Československá basketbalová federace
- 1977-1982: All Stars – nejlepší pětka hráček ligy – zařazena 4x: 1977/78, 1978/79, 1980/81, 1981/82

### Evropské poháry
S klubem Sparta Praha – je uveden počet zápasů (vítězství – porážky) a celkový výsledek v soutěži:
- Pohár mistrů evropských zemí v basketbalu žen (PMEZ)
  - 1976 – 10 (6 vítězství -4 porážky), výhra v semifinále nad GS San Giovanni, Itálie a ve finále nad CUC Clermont Ferrand, Francie (55:58, 77:57) Sparta Praha vítězem FIBA Poháru evropských mistrů v basketbale žen 1976,
  - 1978 – 11 (7-4), výhra v semifinále nad Minior Pernik, Bulharsko, prohra ve finále s GS San Giovanni, Itálie, 2. místo
  - v semifinále vyřazena od CUC Clermont Ferrand, Francie 1975 (10 6-4) a 1977 (8 5-3)
  - ve čtvrtfinálové skupině 3x na 3. místě: 1981 (10 7-3), 1982 (8 3-1-4), 1987 (8 4-4)
  - ve finálové skupině na 5. místě: 1988 (12 5-7),
  - Celkem 8 ročníků poháru, 2x účast ve finále, vítěz Poháru mistrů evropských zemí v basketbalu žen 1976, 1x 2. místo, 2x účast v semifinále, 3x ve čtvrtfinálové skupině, 1x ve finálové skupině
- Pohár vítězů pohárů - Ronchetti Cup
  - ve čtvrtfinálové skupině 1983 (4 3-1) 2. místo, 1984 (6 3-3) 2. místo, 1986 (4 0-4) 3. místo.
  - Celkem 3 ročníky poháru s účastí ve čtvrtfinálové skupině.

### Československo
- Kvalifikace na Olympijské hry 1980 Varna, Bulharsko (64 bodů /9 zápasů) 8. místo , 1984 (17 /5) Havana, Kuba
- Mistrovství Evropy: 1978 Poznaň, Polsko (108 /8) 3. místo, 1980 Banja Luka. Jugoslávie (90 /8) 4. místo, 1981 Ancona, Itálie (51 /7) 3. místo, celkem na 3 ME 245 bodů a 23 zápasů
- 1976-1984 celkem 200 mezistátních zápasů, na OH, MS a ME celkem 326 bodů v 37 zápasech
- 1975 – Mistrovství Evropy juniorek Vigo, Španělsko (57 /7), titul mistryně Evropy. Naše rozhodující vítězství proti: 2. Polsko 53:48, 3. Sovětský svaz 52:47